# Галло-романские языки

Галло-романские языки и диалекты на карте языков Франции

Га́лло-рома́нские языки́ — одна из подгрупп, выделяемых в составе романской языковой группы.

Галло-романская подгруппа включает следующие языки и диалекты:
- Языки ойль[1][2]:
  - Центральные:
    - Французский язык (на основе франсийского диалекта, или диалекта Иль-де-Франса);
    - Орлеанский диалект;
    - Туренский диалект;
    - Беррийский диалект.

  - Северные:
    - Нормандский язык[~ 1];
    - Пикардский язык;
    - Валлонский язык.

  - Западные:
    - Анжуйский диалект;
    - Мэнский диалект;
    - Язык галло (идиом франкоязычного населения Бретани).

  - Юго-западные:
    - Ангулемский диалект (ангумуа);
    - Пуатевинский диалект;
    - Сентонжский диалект.

  - Юго-восточные:
    - Бургундский язык;
    - Франш-контийский язык;
    - Бурбонский диалект (бурбонне).

  - Восточные:
    - Лотарингский язык;
    - Шампанский язык[~ 2].
- Франко-провансальский язык (franco-provençal) — часто рассматривается как группа диалектов французского или окситанского языка, занимая промежуточное положение между французским и окситанским языками.

Некоторые исследователи добавляют в эту группу также языки юга Франции — окситанский (провансальский) и гасконский, реже — каталанский язык (восточная Испания). Чаще всего окситанский, гасконский и каталанский выделяют в отдельную окситано-романскую подгруппу.